# Сахарный немец
«Сахарный немец» — роман Сергея Клычкова 1925 года.
В романе повествование ведется от лица крестьянина из села Чертухина, вынужденно сменившего привычную деревенскую жизнь на окопный быт Первой мировой войны.
Входит в трилогию, в которой автор исследует проблему святости.
Произведение задумывалось автором как крестьянский эпос в девяти книгах под общим названием «Живот и смерть». В сокращении роман опубликован под названием «Последний Лель».

## Отзывы
М. Горький: «Прочитал „Сах<арного> немца“ с великим интересом. Большая затея, и начали Вы её — удачно. Первые главы — волнуют; сказка Пенкина „Ахламон“ — безукоризненно сделана. Всюду встречаешь отлично сделанные фразы, меткие, пахучие слова, везде звонкий, веселый и целомудренно чистый великорусский язык. Злоупотребление „местными речениями“ — умеренное, что является тоже заслугой в наши дни эпидемического помешательства и некрасивого щегольства „фольклором“».